# Rong Qiqi
Rong Qiqi is een volksheld die voorkomt in de Chinese mythologie. Hij wordt afgeschilderd als een kluizenaar die alle materiële bezittingen verafschuwd en een ascetisch leven wil leiden. Hij zou ooit een keer Confucius (een van de grootste klassieke Chinese filosofen) hebben ontmoet. Zijn ontmoeting was toentertijd een belangrijke inspiratiebron voor de (dicht)kunst. In het filosofisch boek Liezi wordt Rong Qiqi genoemd. Veel geleerden uit de Chinese oudheid zijn van mening dat meneer Rong geen historisch persoon was geweest. Hij was meer een verzonnen en legendarisch persoon.

## Confucianisme
Rong vormt een sterk contrast met de Confuciaanse idealen van een succesvolle heer. Hij is oud, armzalig gekleed en heeft weinig ambities en weinig bezittingen, volgens het boek Liezi. Ondank zijn armoede is hij blij. Hij zingt een vrolijk lied voor Confucius en speelt daarbij tegelijkertijd op zijn Chinese luit. Hij toont totaal geen zorgen over zijn moeilijke levensomstandigheden.
In het boek Huainanzi (van de Han-dynastie) staat dat als Rong één koord van zijn luit bespeelde, Confucius dan drie dagenlang opgewekt was.
Als Confucius hem vraagt: "Waarom zijt gij gelukkig?", antwoord Rong Qiqi met "Ik ben gelukkig, want ik ben een mens en ik leef nog (Ik ben mens, ik ben man en ik ben oud; 三樂圖)". Vervolgens zei hij: "Het merendeel der mensen is arm, alle mensen zullen ooit doodgaan, dus waarom zouden wij bezorgd moeten zijn over ouderdom en armoede? Elk mens wacht op de tijd dat hij dood zal gaan, waarom zou iemand dan zorgen over zichzelf maken? Waarom zou iemand zijn eigen geluk moeten tegenhouden?"